# San Vicente de la Sonsierra
San Vicente de la Sonsierra är en kommun i Spanien. Den ligger i den autonoma regionen La Rioja i norra delen av landet, 250 km nordost om huvudstaden Madrid. Antalet invånare är 1 014 (2024).